# レベリオン・R-One
レベリオン・R-One（Rebellion・R-one）はオレカが製造し、レベリオン・レーシングが2014年のFIA 世界耐久選手権の第2戦スパ・フランコルシャンより、前年度まで使用していたローラ・B12/60と交代させる形で投入したプロトタイプレーシングカー。

## 概要
2012年にローラ・カーズが経営破綻した為、ローラ・B12/60のパーツを入手することが困難になった。その為オレカの協力で製作された新シャシーだが、ヘッドライトは以前LMPのプジョーの物を流用している。前年までと同じくトヨタエンジンを搭載し、非ハイブリッド車両が争うLMP1-Lクラスにエントリーした。レベリオン・レーシングは、2年間続いていたロータスとの契約を終了したため、新規の赤と白のデザインカラーを持って新車両とした。

## レース活動

### 2014年シーズン
ドライバーは、12号車にニコラ・プロスト／ニック・ハイドフェルド／マティアス・ベシェを、13号車にドミニク・クライハマー／アンドレア・ベリッチ／ファビオ・ライマーをラインナップ。2台のR-OneはプライベーターのLMP1-Lクラスで唯一の参加車両であり、したがってドライバーとチームにクラス優勝の栄誉をもたらすことになった。
デビュー戦となったスパ・フランコルシャン6時間レースでは、予選の結果12号車が先頭ポジションに立ち、13号車はその後ろとなった。12号車は5番グリッドからのスタートで、最終的には7位フィニッシュ。1位であったトヨタ・TS040 HYBRIDから10周の差でフィニッシュを迎えた。13号車は電気系統のトラブルにより47周でリタイアとなった。
LMP1-Lクラスのプロトタイプレーシングカーの決定的な戦闘力不足を補う為のレギュレーション改正が第3戦のル・マン24時間レースを前に急遽行なわれ最低車両重量が850kgから810kgに引き下げられた。更にル・マン後は800kgにまで引き下げられた。
第4戦からは同じLMP1-Lのクラスにロータスの名でコデワがCLM P1/01を投入し、ライバル車両が参戦する中、12号車は149周で7位フィニッシュ。プライベーターの中で優勝を獲得。続く富士でも13号車が11位、12号車が24位とワンツーを獲得した。しかしながら富士が13号車にとっては初の完走となった。

### 2015年シーズン
エンジンをトヨタ製からAER製の2.4LV6ツインターボエンジン『P60』に換装することに決定した。これは同じプライベーターとしてLMP1に参戦するバイコレスと同じエンジンである。また第1戦シルバーストーン、第2戦スパはマシンの調整のため欠場している。

### 2016年シーズン
レベリオンレーシングより、引き続きAERエンジンを搭載したR-Oneの2台体制でル・マン24時間を含むWECの全戦に参戦することになり、1台にはニコラ・プロスト／マティアス・ベシェに加え、昨年最終戦は怪我で欠場したニック・ハイドフェルドもチームに残留することになった。もう1台の車両では、ドミニク・クライハマー／アレキサンドレ・インペラトーリとともに、終盤2戦でチームに加わったマテオ・テュシャーが起用されている。また、タイヤを今まで使用していたミシュランからダンロップへとスイッチしている。ダンロップは2012年WECのOAKレーシング、そして同年アメリカン・ル・マン・シリーズのダイソン・レーシングへの供給を最後に、LMP1には参戦していなかった。タイヤの仕様はR-One向けに調整することとなる。
第1戦からは第3戦までは、マティアス・ベシェの代わりにネルソン・ピケJrが起用されている。
第2戦のスパ・フランコルシャンでは、ワークス車両の相次ぐトラブルに対し、レベリオンはほぼノートラブルであったため、LMP1クラス総合3位としてプライベーターとしては久々の総合の表彰台であった。

## 戦績
| 年   | チーム                 | クラス | No. | ドライバー                     | Rds. | 1       | 2       | 3       | 4       | 5     | 6     | 7       | 8     | 9     | Pts. | Pos. |
| ---- | ---------------------- | ------ | --- | ------------------------------ | ---- | ------- | ------- | ------- | ------- | ----- | ----- | ------- | ----- | ----- | ---- | ---- |
| 2014 | レベリオン・レーシング | LMP1-L | 12  | ニコラ・プロスト               | All  | SIL 1   | SPA 1   | LMS 1   | COA 1   | FUJ 2 | SHA 1 | BHR 2   | SÃO 2 |       | 204  | 1位  |
| 2014 | レベリオン・レーシング | LMP1-L | 12  | ニック・ハイドフェルド         | All  | SIL 1   | SPA 1   | LMS 1   | COA 1   | FUJ 2 | SHA 1 | BHR 2   | SÃO 2 |       | 204  | 1位  |
| 2014 | レベリオン・レーシング | LMP1-L | 12  | マティアス・ベシェ             | All  | SIL 1   | SPA 1   | LMS 1   | COA 1   | FUJ 2 | SHA 1 | BHR 2   | SÃO 2 |       | 204  | 1位  |
| 2014 | レベリオン・レーシング | LMP1-L | 13  | ドミニク・クライハマー         | All  | SIL Ret | SPA Ret | LMS Ret | COA Ret | FUJ 1 | SHA 2 | BHR 1   | SÃO 1 |       | 93   | 2位  |
| 2014 | レベリオン・レーシング | LMP1-L | 13  | アンドレア・ベリッチ           | All  | SIL Ret | SPA Ret | LMS Ret | COA Ret | FUJ 1 | SHA 2 | BHR 1   | SÃO 1 |       | 93   | 2位  |
| 2014 | レベリオン・レーシング | LMP1-L | 13  | ファビオ・ライマー             | All  | SIL Ret | SPA Ret | LMS Ret | COA Ret | FUJ 1 | SHA 2 | BHR 1   | SÃO 1 |       | 93   | 2位  |
| 2015 | レベリオン・レーシング | LMP1   | 12  | ニコラ・プロスト               | 3–8  | SIL     | SPA     | LMS 2   | NÜR 2   | COA 3 | FUJ 1 | SHA 1   | BHR 3 |       | 134  | 1位  |
| 2015 | レベリオン・レーシング | LMP1   | 12  | マティアス・ベシェ             | 3–8  | SIL     | SPA     | LMS 2   | NÜR 2   | COA 3 | FUJ 1 | SHA 1   | BHR 3 |       | 134  | 1位  |
| 2015 | レベリオン・レーシング | LMP1   | 12  | ニック・ハイドフェルド         | 3–5  | SIL     | SPA     | LMS 2   | NÜR 2   | COA 3 | FUJ 1 | SHA 1   | BHR 3 |       | 134  | 1位  |
| 2015 | レベリオン・レーシング | LMP1   | 13  | ドミニク・クライハマー         | 3–8  | SIL     | SPA     | LMS 1   | NÜR Ret | COA 2 | FUJ 3 | SHA Ret | BHR 1 |       | 108  | 2位  |
| 2015 | レベリオン・レーシング | LMP1   | 13  | アレキサンドレ・インペラトーリ | 3–8  | SIL     | SPA     | LMS 1   | NÜR Ret | COA 2 | FUJ 3 | SHA Ret | BHR 1 |       | 108  | 2位  |
| 2015 | レベリオン・レーシング | LMP1   | 13  | ダニエル・アプト               | 3–6  | SIL     | SPA     | LMS 1   | NÜR Ret | COA 2 | FUJ 3 | SHA Ret | BHR 1 |       | 108  | 2位  |
| 2015 | レベリオン・レーシング | LMP1   | 13  | マッテオ・トゥシェ             | 7–8  | SIL     | SPA     | LMS 1   | NÜR Ret | COA 2 | FUJ 3 | SHA Ret | BHR 1 |       | 108  | 2位  |
| 2016 | レベリオン・レーシング | LMP1   | 12  | ニック・ハイドフェルド         | 1-4  | SIL 2   | SPA 2   | LMS 1   | NÜR 2   | MEX   | COA   | FUJ     | SHA   | BHR   | 104  | 3位  |
| 2016 | レベリオン・レーシング | LMP1   | 12  | ニコラ・プロスト               | 1-4  | SIL 2   | SPA 2   | LMS 1   | NÜR 2   | MEX   | COA   | FUJ     | SHA   | BHR   | 104  | 3位  |
| 2016 | レベリオン・レーシング | LMP1   | 12  | ネルソン・ピケJr.              | 1-3  | SIL 2   | SPA 2   | LMS 1   | NÜR 2   | MEX   | COA   | FUJ     | SHA   | BHR   | 104  | 3位  |
| 2016 | レベリオン・レーシング | LMP1   | 12  | マティアス・ベシェ             | 4    | SIL 2   | SPA 2   | LMS 1   | NÜR 2   | MEX   | COA   | FUJ     | SHA   | BHR   | 104  | 3位  |
| 2016 | レベリオン・レーシング | LMP1   | 13  | ドミニク・クライハマー         | All  | SIL 1   | SPA 1   | LMS Ret | NÜR 1   | MEX 1 | COA 1 | FUJ 1   | SHA 2 | BHR 1 | 193  | 1位  |
| 2016 | レベリオン・レーシング | LMP1   | 13  | アレキサンドレ・インペラトーリ | All  | SIL 1   | SPA 1   | LMS Ret | NÜR 1   | MEX 1 | COA 1 | FUJ 1   | SHA 2 | BHR 1 | 193  | 1位  |
| 2016 | レベリオン・レーシング | LMP1   | 13  | マッテオ・トゥシェ             | All  | SIL 1   | SPA 1   | LMS Ret | NÜR 1   | MEX 1 | COA 1 | FUJ 1   | SHA 2 | BHR 1 | 193  | 1位  |

## 参考資料・出典
^“FIA WORLD Endurance Championship” fiawec.com 2014年11月14日閲覧。

“レベリオン、新LMP1の『R-One』を初お披露目” as-web.jp/オートスポーツ 2014年11月14日閲覧。

“REBELLION Racing 　レベリオン・レーシング” fiawec-fuji.com 2014年11月14日閲覧。
 “REBELLION Racing” rebellion-racing.com 2014年11月14日閲覧。